# Coppa del Mondo di bob 2022
La Coppa del Mondo di bob 2022, ufficialmente denominata BMW IBSF Bobsleigh World Cup 2021/22, è stata la trentottesima edizione del massimo circuito mondiale del bob, competizione organizzata annualmente dalla Federazione Internazionale di Bob e Skeleton; è iniziata il 20 novembre 2021 a Innsbruck, in Austria, e si è conclusa il 16 gennaio 2022 a Sankt Moritz, in Svizzera, svolgendosi come di consueto in parallelo alla Coppa del Mondo di skeleton.
Sono state disputate ventiquattro gare, otto per le donne e sedici per gli uomini, distribuite in otto tappe tenutesi in cinque differenti località, tutte europee. A partire da questa stagione fu inoltre istituito il trofeo della combinata femminile, per il quale vennero presi in considerazione i risultati del bob a due donne ottenuti in Coppa del Mondo e quelli conseguiti nelle corrispondenti gare delle World Series di monobob. Tale trofeo rimane comunque a sé stante in quanto assegnato a partire da due circuiti indipendenti tra loro e non farà quindi parte dell'albo d'oro di nessuna delle suddette competizioni.
Vincitori delle coppe di cristallo generali, trofei conferiti ai primi classificati nel circuito, sono stati la statunitense Elana Meyers-Taylor nel bob a due femminile, al suo secondo successo nel massimo circuito mondiale dopo quello ottenuto nel 2014/15, la quale ha preceduto in classifica le tedesche Laura Nolte, per la prima volta sul "podio" di fine anno, e Kim Kalicki, già seconda nella stagione precedente. Ad aggiudicarsi la coppa in entrambe le discipline maschili (bob a due e bob a quattro) nonché nella combinata, è stato nuovamente il tedesco Francesco Friedrich, già trionfatore di tutti e tre i trofei nel 2018/19, nel 2019/20 e nel 2020/21 il quale portò così a quattordici il numero di sfere di cristallo totali vinte in carriera; nel bob a due Friedrich precedette il russo Rostislav Gajtjukevič, al suo primo podio di fine stagione, e il canadese Justin Kripps, già campione nel 2017/18 prima del dominio di Friedrich; nella disciplina a quattro infine Friedrich sopravanzò Justin Kripps, terzo nelle ultime due edizioni, e Rostislav Gajtjukevič. Grazie ai trionfi in entrambe le specialità, Friedrich si aggiudicò anche il trofeo della combinata maschile, davanti a Kripps (vincitore nel 2017/18) e Gajtjukevič.

## Calendario
| Tappa       | Località     | Data                | Donne     | Uomini    | Uomini        |
| Tappa       | Località     | Data                | Bob a due | Bob a due | Bob a quattro |
| ----------- | ------------ | ------------------- | --------- | --------- | ------------- |
| 1           | Innsbruck    | 20–21 novembre 2021 | ●         | ●         | ●             |
| 2           | Innsbruck    | 27–28 novembre 2021 | ●         | ●         | ●             |
| 3           | Altenberg    | 4–5 dicembre 2021   | ●         | ●         | ●             |
| 4           | Winterberg   | 11–12 dicembre 2021 | ●         |           | ●●            |
| 5           | Altenberg    | 18–19 dicembre 2021 | ●         | ●         | ●             |
| 6           | Sigulda      | 1º–2 gennaio 2022   | ●         | ●●        |               |
| 7           | Winterberg   | 8–9 gennaio 2022    | ●         | ●         | ●             |
| 8           | Sankt Moritz | 15–16 gennaio 2022  | ●         | ●         | ●             |
| -           | Yanqing      | 14–20 febbraio 2022 | Olimpiadi | Olimpiadi | Olimpiadi     |
| Totale gare | Totale gare  | Totale gare         | 8         | 8         | 8             |

|  | Tappa valida anche per il campionato europeo |

## Risultati

### Donne
| Data             | Località     | Specialità | Prime classificate                         | Seconde classificate                         | Terze classificate                           |
| ---------------- | ------------ | ---------- | ------------------------------------------ | -------------------------------------------- | -------------------------------------------- |
| 21 novembre 2021 | Innsbruck    | A due      | Laura Nolte Leonie Fiebig Germania         | Kim Kalicki Anabel Galander Germania         | Christine de Bruin Kristen Bujnowski Canada  |
| 28 novembre 2021 | Innsbruck    | A due      | Laura Nolte Deborah Levi Germania          | Kim Kalicki Leonie Fiebig Germania           | Christine de Bruin Kristen Bujnowski Canada  |
| 5 dicembre 2021  | Altenberg    | A due      | Kaillie Humphries Kaysha Love Stati Uniti  | Laura Nolte Deborah Levi Germania            | Christine de Bruin Kristen Bujnowski Canada  |
| 12 dicembre 2021 | Winterberg   | A due      | Laura Nolte Deborah Levi Germania          | Mariama Jamanka Alexandra Burghardt Germania | Kim Kalicki Leonie Fiebig Germania           |
| 19 dicembre 2021 | Altenberg    | A due      | Kim Kalicki Lisa Buckwitz Germania         | Mariama Jamanka Alexandra Burghardt Germania | Kaillie Humphries Sylvia Hoffman Stati Uniti |
| 2 gennaio 2022   | Sigulda      | A due      | Elana Meyers-Taylor Lake Kwaza Stati Uniti | Mica McNeill Adele Nicoll Gran Bretagna      | Christine de Bruin Kristen Bujnowski Canada  |
| 9 gennaio 2022   | Winterberg   | A due      | Laura Nolte Deborah Levi Germania          | Kim Kalicki Leonie Fiebig Germania           | Kaillie Humphries Sylvia Hoffman Stati Uniti |
| 16 gennaio 2022  | Sankt Moritz | A due      | Kim Kalicki Lisa Buckwitz Germania         | Mariama Jamanka Kira Lipperheide Germania    | Laura Nolte Deborah Levi Germania            |

### Uomini
| Data             | Località     | Specialità | Primi classificati                                                               | Secondi classificati | Terzi classificati                                                             |
| ---------------- | ------------ | ---------- | -------------------------------------------------------------------------------- | --- | ------------------------------------------------------------------------------ |
| 20 novembre 2021 | Innsbruck    | A due      | Francesco Friedrich Alexander Schüller Germania                                  | Johannes Lochner Florian Bauer Germania | Brad Hall Greg Cackett Gran Bretagna                                           |
| 21 novembre 2021 | Innsbruck    | A quattro  | Francesco Friedrich Thorsten Margis Candy Bauer Alexander Schüller Germania      | Johannes Lochner Christopher Weber Erec Maximilian Bruckert Christian Rasp Germania e Brad Hall Taylor Lawrence Nick Gleeson Greg Cackett Gran Bretagna | non assegnato                                                                  |
| 27 novembre 2021 | Innsbruck    | A due      | Francesco Friedrich Thorsten Margis Germania                                     | Johannes Lochner Christian Rasp Germania | Justin Kripps Cam Stones Canada                                                |
| 28 novembre 2021 | Innsbruck    | A quattro  | Francesco Friedrich Thorsten Margis Martin Grothkopp Alexander Schüller Germania | Oskars Ķibermanis Dāvis Spriņģis Matīss Miknis Intars Dambis Lettonia                                                                                   | Justin Kripps Ryan Sommer Cam Stones Benjamin Coakwell Canada                  |
| 4 dicembre 2021  | Altenberg    | A due      | Francesco Friedrich Alexander Schüller Germania                                  | Johannes Lochner Christopher Weber Germania | Rostislav Gajtjukevič Michail Mordasov Russia                                  |
| 5 dicembre 2021  | Altenberg    | A quattro  | Francesco Friedrich Thorsten Margis Candy Bauer Alexander Schüller Germania      | Benjamin Maier Sascha Stepan Markus Sammer Kristian Huber Austria                                                                                       | Rostislav Gajtjukevič Michail Mordasov Vladislav Žarovcev Pavel Travkin Russia |
| 11 dicembre 2021 | Winterberg   | A quattro  | Francesco Friedrich Thorsten Margis Martin Grothkopp Alexander Schüller Germania | Johannes Lochner Florian Bauer Christopher Weber Christian Rasp Germania                                                                                | Justin Kripps Ryan Sommer Cam Stones Benjamin Coakwell Canada                  |
| 12 dicembre 2021 | Winterberg   | A quattro  | Francesco Friedrich Thorsten Margis Candy Bauer Alexander Schüller Germania      | Brad Hall Taylor Lawrence Nick Gleeson Greg Cackett Gran Bretagna                                                                                       | Benjamin Maier Sascha Stepan Markus Sammer Kristian Huber Austria              |
| 18 dicembre 2021 | Altenberg    | A due      | Francesco Friedrich Thorsten Margis Germania                                     | Christoph Hafer Issam Ammour Germania | Justin Kripps Cam Stones Canada                                                |
| 19 dicembre 2021 | Altenberg    | A quattro  | Francesco Friedrich Thorsten Margis Martin Grothkopp Alexander Schüller Germania | Justin Kripps Ryan Sommer Cam Stones Benjamin Coakwell Canada                                                                                           | Rostislav Gajtjukevič Michail Mordasov Pavel Travkin Aleksej Laptev Russia     |
| 1º gennaio 2022  | Sigulda      | A due      | Rostislav Gajtjukevič Michail Mordasov Russia                                    | Brad Hall Greg Cackett Gran Bretagna | Benjamin Maier Markus Sammer Austria                                           |
| 2 gennaio 2022   | Sigulda      | A due      | Francesco Friedrich Thorsten Margis Germania                                     | Brad Hall Nick Gleeson Gran Bretagna | Oskars Ķibermanis Matīss Miknis Lettonia                                       |
| 8 gennaio 2022   | Winterberg   | A due      | Francesco Friedrich Alexander Schüller Germania                                  | Johannes Lochner Florian Bauer Germania | Justin Kripps Cam Stones Canada                                                |
| 9 gennaio 2022   | Winterberg   | A quattro  | Francesco Friedrich Thorsten Margis Candy Bauer Alexander Schüller Germania      | Brad Hall Taylor Lawrence Nick Gleeson Greg Cackett Gran Bretagna                                                                                       | Hunter Church Joshua Williamson Kristopher Horn Charles Volker Stati Uniti     |
| 15 gennaio 2022  | Sankt Moritz | A due      | Francesco Friedrich Thorsten Margis Germania                                     | Justin Kripps Cam Stones Canada | Johannes Lochner Florian Bauer Germania                                        |
| 16 gennaio 2022  | Sankt Moritz | A quattro  | Oskars Ķibermanis Dāvis Spriņģis Matīss Miknis Edgars Nemme Lettonia             | Francesco Friedrich Martin Grothkopp Alexander Rödiger Alexander Schüller Germania                                                                      | Rostislav Gajtjukevič Michail Mordasov Pavel Travkin Aleksej Laptev Russia     |

## Classifiche

### Sistema di punteggio[6]
| Piazzamento | 1   | 2   | 3   | 4   | 5   | 6   | 7   | 8   | 9   | 10  | 11  | 12  | 13  | 14  | 15  | 16 | 17 | 18 | 19 | 20 | 21 | 22 | 23 | 24 | 25 | 26 | 27 | 28 | 29 | 30 |
| Punti       | 225 | 210 | 200 | 192 | 184 | 176 | 168 | 160 | 152 | 144 | 136 | 128 | 120 | 112 | 104 | 96 | 88 | 80 | 74 | 68 | 62 | 56 | 50 | 45 | 40 | 36 | 32 | 28 | 24 | 20 |

### Bob a due donne
| Pos. | Pilota              | Nazione     | INN-1 | INN-2 | ALT-1 | WIN-1 | ALT-2 | SIG | WIN-2 | STM | Punti |
| ---- | ------------------- | ----------- | ----- | ----- | ----- | ----- | ----- | --- | ----- | --- | ----- |
| 1    | Elana Meyers-Taylor | Stati Uniti | 7     | 5     | 5     | 6     | 4     | 1   | 4     | 5   | 1505  |
| 2    | Laura Nolte         | Germania    | 1     | 1     | 2     | 1     | 6     | -   | 1     | 3   | 1486  |
| 3    | Kim Kalicki         | Germania    | 2     | 2     | 4     | 3     | 1     | -   | 2     | 1   | 1472  |
| 4    | Christine de Bruin  | Canada      | 3     | 3     | 3     | 4     | 16    | 3   | 5     | 6   | 1448  |
| 5    | Kaillie Humphries   | Stati Uniti | 4     | 10    | 1     | 5     | 3     | -   | 3     | 4   | 1337  |
| 6    | Mariama Jamanka     | Germania    | 4     | 4     | 10    | 2     | 2     | -   | 9     | 2   | 1310  |
| 7    | Nadežda Sergeeva    | Russia      | 8     | 9     | 6     | 10    | 8     | 15  | 10    | 8   | 1200  |
| 8    | Ying Qing           | Cina        | 13    | 16    | 8     | 17    | 9     | 6   | 17    | 15  | 984   |
| 9    | Anastasija Makarova | Russia      | 18    | 18    | 12    | 14    | 5     | 5   | 16    | 14  | 976   |
| 10   | Andreea Grecu       | Romania     | 17    | 14    | 7     | 14    | 11    | 7   | 20    | 13  | 972   |

### Bob a due uomini
| Pos. | Pilota                | Nazione       | INN-1 | INN-2 | ALT-1 | ALT-2 | SIG-1 | SIG-2 | WIN-2 | STM | Punti |
| ---- | --------------------- | ------------- | ----- | ----- | ----- | ----- | ----- | ----- | ----- | --- | ----- |
| 1    | Francesco Friedrich   | Germania      | 1     | 1     | 1     | 1     | 12    | 1     | 1     | 1   | 1703  |
| 2    | Justin Kripps         | Canada        | 4     | 3     | 6     | 3     | 4     | 8     | 3     | 2   | 1530  |
| 3    | Rostislav Gajtjukevič | Russia        | 6     | 4     | 3     | 6     | 1     | 7     | 4     | 4   | 1521  |
| 4    | Johannes Lochner      | Germania      | 2     | 2     | 2     | 10    | 6     | 9     | 2     | 3   | 1512  |
| 5    | Brad Hall             | Gran Bretagna | 3     | 5     | 11    | 6     | 2     | 2     | 6     | 6   | 1444  |
| 6    | Christoph Hafer       | Germania      | 15    | 6     | 5     | 2     | 10    | 10    | 5     | 8   | 1306  |
| 7    | Michael Vogt          | Svizzera      | 7     | 8     | 9     | 10    | 13    | 13    | 9     | 9   | 1168  |
| 8    | Oskars Ķibermanis     | Lettonia      | 12    | 13    | 14    | 18    | 8     | 3     | 11    | 5   | 1120  |
| 9    | Simon Friedli         | Svizzera      | 9     | 18    | 8     | 5     | 5     | 5     | 8     | -   | 1104  |
| 10   | Romain Heinrich       | Francia       | 17    | 12    | 9     | 8     | 7     | 12    | 12    | 11  | 1088  |

### Bob a quattro uomini
| Pos. | Pilota                | Nazione       | INN-1 | INN-2 | ALT-1 | WIN-1 | WIN-2 | ALT-2 | WIN-3 | STM | Punti |
| ---- | --------------------- | ------------- | ----- | ----- | ----- | ----- | ----- | ----- | ----- | --- | ----- |
| 1    | Francesco Friedrich   | Germania      | 1     | 1     | 1     | 1     | 1     | 1     | 1     | 2   | 1785  |
| 2    | Justin Kripps         | Canada        | 6     | 3     | 5     | 3     | 4     | 2     | 5     | 5   | 1530  |
| 3    | Rostislav Gajtjukevič | Russia        | 7     | 4     | 3     | 7     | 5     | 3     | 7     | 3   | 1480  |
| 4    | Brad Hall             | Gran Bretagna | 2     | 11    | 9     | 5     | 2     | 7     | 2     | 8   | 1430  |
| 5    | Johannes Lochner      | Germania      | 2     | 7     | 4     | 2     | 5     | 21    | 4     | 5   | 1402  |
| 6    | Oskars Ķibermanis     | Lettonia      | 5     | 2     | 10    | 8     | 11    | 5     | 9     | 1   | 1395  |
| 7    | Michael Vogt          | Svizzera      | 9     | 10    | 6     | 9     | 7     | 6     | 18    | 7   | 1216  |
| 8    | Benjamin Maier        | Austria       | 4     | 5     | 2     | 6     | 3     | 4     | -     | -   | 1154  |
| 9    | Maksim Andrianov      | Russia        | 10    | 8     | 7     | 17    | 9     | 14    | 6     | 12  | 1128  |
| 10   | Hunter Church         | Stati Uniti   | 8     | 5     | 21    | 10    | 11    | 13    | 3     | 13  | 1126  |

### Combinata uomini
Per il trofeo della combinata maschile vengono presi in considerazione tutti i risultati ottenuti nelle discipline del bob a due e del bob a quattro, a patto che i piloti siano in entrambe le graduatorie delle singole specialità.
| Pos. | Nome pilota           | Nazione       | Punti |
| ---- | --------------------- | ------------- | ----- |
| 1    | Francesco Friedrich   | Germania      | 3488  |
| 2    | Justin Kripps         | Canada        | 3060  |
| 3    | Rostislav Gajtjukevič | Russia        | 3001  |
| 4    | Johannes Lochner      | Germania      | 2914  |
| 5    | Brad Hall             | Gran Bretagna | 2874  |
| 6    | Oskars Ķibermanis     | Lettonia      | 2515  |
| 7    | Christoph Hafer       | Germania      | 2394  |
| 8    | Michael Vogt          | Svizzera      | 2384  |
| 9    | Benjamin Maier        | Austria       | 2122  |
| 10   | Romain Heinrich       | Francia       | 1892  |

### Combinata donne
Per il trofeo della combinata femminile, introdotto a partire da questa stagione, vengono presi in considerazione tutti i risultati ottenuti nel bob a due relativamente agli appuntamenti di Coppa del Mondo e quelli conseguiti nelle corrispondenti gare delle World Series di monobob. Tale trofeo rimarrà comunque a sè stante in quanto assegnato a partire da due circuiti indipendenti tra loro e non farà quindi parte dell'albo d'oro di nessuna delle suddette competizioni.
| Pos. | Nome pilota         | Nazione     | Punti |
| ---- | ------------------- | ----------- | ----- |
| 1    | Elana Meyers-Taylor | Stati Uniti | 2615  |
| 2    | Laura Nolte         | Germania    | 2488  |
| 3    | Christine de Bruin  | Canada      | 2458  |
| 4    | Kaillie Humphries   | Stati Uniti | 2389  |
| 5    | Kim Kalicki         | Germania    | 2200  |
| 6    | Mariama Jamanka     | Germania    | 2126  |
| 7    | Nadežda Sergeeva    | Russia      | 2104  |
| 8    | Cynthia Appiah      | Canada      | 1930  |
| 9    | Breeana Walker      | Australia   | 1768  |
| 10   | Melissa Lotholz     | Canada      | 1760  |